# ليليان لوبيز
ليليان لوبيز (بالإنجليزية: Lillian López) هي أمينة مكتبة أمريكية، ولدت في 1925 في ساليناس في الولايات المتحدة، وتوفيت في 2005 في نيويورك في الولايات المتحدة.